# Serhiivka, Solone
Serhiivka (în ucraineană Сергіївка) este un sat în așezarea urbană Solone din raionul Solone, regiunea Dnipropetrovsk, Ucraina.

## Demografie
Componența lingvistică a localității Serhiivka
     Ucraineană (88,65%)
     Rusă (8,51%)
     Alte limbi (0,71%)
Conform recensământului din 2001, majoritatea populației localității Serhiivka era vorbitoare de ucraineană (88,65%), existând în minoritate și vorbitori de rusă (8,51%) și armeană (2,13%).